# Linac
Linac – miejscowość i gmina we Francji, w regionie Oksytania, w departamencie Lot.
Według danych na rok 1990 gminę zamieszkiwało 220 osób, a gęstość zaludnienia wynosiła 18 osób/km² (wśród 3020 gmin regionu Midi-Pyrénées Linac plasuje się na 843. miejscu pod względem liczby ludności, natomiast pod względem powierzchni na miejscu 937.).